# 栃木県立県北体育館
栃木県立県北体育館（とちぎけんりつ けんほくたいいくかん）は、栃木県大田原市にある、屋内スポーツ施設。メインアリーナ・サブアリーナ・武道場・トレーニング室などで構成される。指定管理者として大田原市が運営する。

## 施設

### メインアリーナ
アリーナの面積は2,000 m2（50×40 m）で、バスケットボール2面、レスリング2面、バレーボール3面、インディアカ6面、バドミントン10面、ビームライフル10台、ソフトテニス2面、空手2面、ハンドボール1面、トランポリン1台、卓球20台、バウンドテニス6面の広さがある。
2021年（令和3年）度の利用実績は86,162人。第77回国民体育大会（いちご一会とちぎ国体・大会）では、バドミントンと綱引き（公開競技）が開催された。

### サブアリーナ
アリーナの面積は770 m2（35×22 m）で、バスケットボール1面、バドミントン4面、バレーボール1面、卓球10台、トランポリン1台、綱引き3面の広さがある。2021年（令和3年）度の利用実績は55,566人。

### 武道場
広さは992 m2（31.5×31.5 m）で剣道場4面、柔道場4面の広さがある。2021年（令和3年）度の利用実績は18,389人。

### トレーニング室
エアロビクスエリア、フレックスエリア、ウェイトトレーニングエリア、フリーウェイトエリア、リラクゼーションエリア、体力測定エリア、スキーマスターマルチプログラムの各種コーナーがある。2021年（令和3年）度の利用実績は5,104人。

### その他
幼児体育室と研修室があり、2021年（令和3年）度の利用実績は前者が1,016人、後者が23,780人であった。また、大田原市教育委員会スポーツ振興課が事務局を置いている。

## 大会等の開催
- Bリーグ公式戦[6]
- 第77回国民体育大会（いちご一会とちぎ国体・大会）[4]

## アクセス

### 電車
- JR東北新幹線・東北本線（宇都宮線）那須塩原駅からタクシーで20分
- JR東北本線西那須野駅または野崎駅からタクシーで10分

### バス
- 大田原市営バス「東武百貨店前」下車徒歩12分または「西原小・県北体育館入口」下車徒歩10分

### 車
- 東北自動車道矢板ICから国道4号・国道461号を経由して約25分